# Persone di nome Colin
| Questa pagina contiene informazioni ricavate automaticamente dalle voci biografiche con l'ausilio del template Bio e di un bot. L'aggiornamento è periodico e automatico e ricostruisce completamente la pagina. Se manca una persona in questa lista, sei pregato di non aggiungerla, ma accertati piuttosto che la sua voce biografica contenga il template Bio e che i dati anagrafici siano correttamente compilati. Se il template Bio manca, inseriscilo tu stesso o, in alternativa, metti l'avviso {{tmp\|Bio}} che ne segnala la mancanza. Se i dati riportati sono sbagliati, correggi direttamente la voce biografica; le modifiche saranno visibili in questa lista entro pochi giorni. Per chiarimenti vedi il progetto antroponimi. La lista contiene solo le 188 persone che sono citate nell'enciclopedia e per le quali è stato implementato correttamente il template Bio. Pagina aggiornata al 16 ott 2024. |

Questa è una lista di persone presenti nell'enciclopedia che hanno il prenome Colin, suddivise per attività principale.

## Allenatori di calcio(14)
- Colin Addison, allenatore di calcio e ex calciatore inglese (Taunton, n. 1940)
- Colin Appleton, allenatore di calcio e calciatore inglese (Scarborough, n. 1936 - † 2021)
- Colin Bell, allenatore di calcio e ex calciatore inglese (Leicester, n. 1961)
- Colin Calderwood, allenatore di calcio e ex calciatore scozzese (Stranraer, n. 1965)
- Colin Clarke, allenatore di calcio e ex calciatore nordirlandese (Newry, n. 1962)
- Colin Cooper, allenatore di calcio e ex calciatore inglese (Durham, n. 1967)
- Colin Hawkins, allenatore di calcio e ex calciatore irlandese (Galway, n. 1977)
- Colin Johnson, allenatore di calcio e ex calciatore anguillano (Anguilla, n. 1964)
- Colin Miller, allenatore di calcio e ex calciatore canadese (Hamilton, n. 1964)
- Colin Morris, allenatore di calcio e ex calciatore inglese (Blyth, n. 1953)
- Colin Morris, allenatore di calcio inglese (Worchester, n. 1952 - Birmingham, † 2000)
- Colin Murphy, allenatore di calcio e calciatore inglese (n. 1950 - † 2023)
- Colin Pascoe, allenatore di calcio e ex calciatore gallese (Port Talbot, n. 1965)
- Colin Woodthorpe, allenatore di calcio e ex calciatore inglese (Liverpool, n. 1969)

## Antropologi(1)
- Colin Groves, antropologo e zoologo britannico (Londra, n. 1942 - Canberra, † 2017)

## Architetti(4)
- Colin Biard, architetto francese (Amboise, n. 1460)
- Colin Lucas, architetto britannico (Londra, n. 1906 - † 1984)
- Colin Rowe, architetto e urbanista britannico (Rotherham, n. 1920 - Arlington, † 1999)
- Colin Ward, architetto e urbanista britannico (Wanstead, n. 1924 - Ipswich, † 2010)

## Assassini seriali(1)
- Colin Ireland, serial killer britannico (Dartford, n. 1954 - Wakefield, † 2012)

## Astrofisici(1)
- Colin Pillinger, astrofisico britannico (Bristol, n. 1943 - Cambridge, † 2014)

## Astronauti(1)
- Michael Foale, ex astronauta britannico (Louth, n. 1957)

## Astronomi(1)
- Colin Stanley Gum, astronomo australiano (Adelaide, n. 1924 - Zermatt, † 1960)

## Attivisti(2)
- Colin Allen, attivista australiano (Sydney)
- Colin Kaepernick, attivista e giocatore di football americano statunitense (Milwaukee, n. 1987)

## Attori(21)
- Colin Baker, attore britannico (Londra, n. 1943)
- Colin Blakely, attore britannico (Bangor, n. 1930 - Londra, † 1987)
- Colin Clive, attore britannico (Saint-Malo, n. 1900 - Los Angeles, † 1937)
- Colin Cunningham, attore statunitense (Los Angeles, n. 1966)
- Colin Donnell, attore statunitense (St. Louis, n. 1982)
- Colin Egglesfield, attore e modello statunitense (Farmington Hills, n. 1973)
- Colin Farrell, attore irlandese (Dublino, n. 1976)
- Colin Ferguson, attore e regista canadese (Montréal, n. 1972)
- Colin Firth, attore britannico (Grayshott, n. 1960)
- Colin Ford, attore e doppiatore statunitense (Nashville, n. 1996)
- Colin Friels, attore scozzese (Kilwinning, n. 1952)
- Colin Hanks, attore statunitense (Sacramento, n. 1977)
- Colin Kenny, attore irlandese (Dublino, n. 1888 - Los Angeles, † 1968)
- Colin Lawrence, attore inglese (Londra)
- Colin McFarlane, attore britannico (Londra, n. 1961)
- Colin Morgan, attore britannico (Armagh, n. 1986)
- Colin O'Donoghue, attore e musicista irlandese (Drogheda, n. 1981)
- Colin Salmon, attore e doppiatore britannico (Londra, n. 1962)
- Colin Stinton, attore canadese (Calgary, n. 1947)
- Colin Welland, attore e sceneggiatore britannico (Leigh, n. 1934 - Londra, † 2015)
- Colin Woodell, attore statunitense (San Francisco, n. 1991)

## Bassisti(4)
- Colin Bass, bassista e produttore discografico britannico (Londra, n. 1951)
- Colin Edwin, bassista australiano (Melbourne, n. 1970)
- Colin Hodgkinson, bassista britannico (Peterborough, n. 1945)
- Colin Moulding, bassista e cantante britannico (Swindon, n. 1955)

## Batteristi(4)
- Colin Bailey, batterista britannico (Swindon, n. 1934 - † 2021)
- Colin John Burgess, batterista australiano (Sydney, n. 1946 - † 2023)
- Colin Hanton, batterista britannico (Liverpool, n. 1938)
- Cozy Powell, batterista britannico (Cirencester, n. 1947 - Bristol, † 1998)

## Calciatori(30)
- Colin Anderson, ex calciatore inglese (Newcastle upon Tyne, n. 1962)
- Colin Baker, calciatore gallese (Cardiff, n. 1934 - † 2021)
- Colin Bell, calciatore inglese (Hesleden, n. 1946 - Manchester, † 2021)
- Colin Booth, ex calciatore inglese (Middleton, n. 1934)
- Colin Boulton, ex calciatore inglese (Cheltenham, n. 1945)
- Colin Clark, calciatore statunitense (Fort Collins, n. 1984 - † 2019)
- Colin Coates, calciatore nordirlandese (Belfast, n. 1985)
- Colin Coosemans, calciatore belga (Gand, n. 1992)
- Colin Curran, ex calciatore australiano (Newcastle, n. 1947)
- Colin Dagba, calciatore francese (Béthune, n. 1998)
- Colin Doyle, calciatore e allenatore di calcio irlandese (Cork, n. 1985)
- Colin Gibson, ex calciatore inglese (Bridport, n. 1960)
- Colin Grant, ex calciatore e allenatore di calcio scozzese (Bo'ness, n. 1944)
- Colin Harvey, ex calciatore e allenatore di calcio inglese (Liverpool, n. 1944)
- Colin Healy, ex calciatore irlandese (Cork, n. 1980)
- Colin Hill, ex calciatore nordirlandese (Uxbridge, n. 1963)
- Colin Irwin, ex calciatore inglese (Liverpool, n. 1957)
- Colin Kâzım-Richards, calciatore inglese (Londra, n. 1986)
- Colin Latimour, calciatore neozelandese (Rangoon, n. 1946 - † 2014)
- Colin McDonald, ex calciatore britannico (Bury, n. 1930)
- Colin McMenamin, ex calciatore scozzese (Glasgow, n. 1981)
- Colin Murdock, ex calciatore nordirlandese (Ballymena, n. 1975)
- Colin Nish, calciatore scozzese (Edimburgo, n. 1981)
- Colin Rösler, calciatore norvegese (Berlino, n. 2000)
- Colin Stein, ex calciatore scozzese (Linlithgow, n. 1947)
- Colin Suggett, ex calciatore inglese (Chester-le-Street, n. 1948)
- Colin Todd, ex calciatore e allenatore di calcio inglese (Chester-le-Street, n. 1948)
- Colin Veitch, calciatore e allenatore di calcio inglese (Newcastle upon Tyne, n. 1881 - Berna, † 1938)
- Colin Viljoen, ex calciatore inglese (Johannesburg, n. 1948)
- Colin Webster, calciatore gallese (Cardiff, n. 1932 - † 2001)

## Canottieri(1)
- Colin Smith, canottiere britannico (Harare, n. 1983)

## Cantanti(7)
- Colin Abrahall, cantante britannico (n. 1961)
- Colin Blunstone, cantante e compositore britannico (Hatfield, n. 1945)
- Collie Buddz, cantante statunitense (New Orleans, n. 1981)
- Colin Hay, cantante, chitarrista e compositore britannico (Kilwinning, n. 1953)
- Colin Hicks, cantante e chitarrista britannico (Cornovaglia, n. 1941)
- Colin Newman, cantante, polistrumentista e produttore discografico britannico (Salisbury, n. 1954)
- Black, cantante britannico (Liverpool, n. 1962 - Cork, † 2016)

## Cantautori(1)
- Colin James, cantautore e chitarrista canadese (Regina, n. 1964)

## Cestisti(3)
- Colin Burdett, ex cestista australiano (Adelaide, n. 1931)
- Colin Castleton, cestista statunitense (Pembroke Pines, n. 2000)
- Colin Falls, ex cestista statunitense (Park Ridge, n. 1985)

## Chitarristi(1)
- Gem Archer, chitarrista britannico (Durham, n. 1966)

## Ciclisti su strada(2)
- Colin Heiderscheid, ciclista su strada e ciclocrossista lussemburghese (Wiltz, n. 1998)
- Colin Joyce, ciclista su strada statunitense (Pocatello, n. 1994)

## Comici(2)
- Colin Jost, comico e attore statunitense (New York, n. 1982)
- Colin Lane, comico, attore e conduttore televisivo australiano (Perth, n. 1965)

## Compositori(1)
- Colin Towns, compositore e tastierista inglese (Grande Londra, n. 1948)

## Compositori di scacchi(1)
- Colin Sydenham, compositore di scacchi inglese (Hampstead, n. 1937)

## Direttori artistici(1)
- Colin Graham, direttore artistico e regista teatrale britannico (Hove, n. 1931 - Saint Louis, † 2007)

## Direttori d'orchestra(1)
- Colin Davis, direttore d'orchestra britannico (Weybridge, n. 1927 - Londra, † 2013)

## Dirigenti sportivi(1)
- Colin Lee, dirigente sportivo, allenatore di calcio e ex calciatore inglese (Torquay, n. 1956)

## Economisti(1)
- Colin Clark, economista inglese (Londra, n. 1905 - † 1989)

## Filologi(1)
- Colin Austin, filologo classico, grecista e papirologo britannico (Melbourne, n. 1941 - † 2010)

## Filosofi(1)
- Colin Murray Turbayne, filosofo australiano (Tannymorel, n. 1916 - Queensland, † 2006)

## Generali(3)
- Colin Campbell, generale britannico (Glasgow, n. 1792 - Chatham, † 1863)
- Colin Hannah, generale e politico australiano (Menzies, n. 1914 - Surfers Paradise, † 1978)
- Colin Powell, generale e politico statunitense (New York, n. 1937 - Bethesda, † 2021)

## Genetisti(1)
- Colin Munro MacLeod, genetista canadese (Port Hastings, n. 1909 - Londra, † 1972)

## Geologi(1)
- Colin Campbell, geologo britannico (Berlino, n. 1931 - Ballydehob, † 2022)

## Giocatori di football americano(5)
- Colin Baxter, giocatore di football americano statunitense (Rolling Hills, n. 1987)
- Colin Brown, giocatore di football americano statunitense (Chillicothe, n. 1985)
- Colin Jones, giocatore di football americano statunitense (Bridgeport, n. 1987)
- Colin McCarthy, giocatore di football americano statunitense (Birdsboro, n. 1988)
- Colin Miller, giocatore di football americano statunitense (n. 1987)

## Golfisti(2)
- Campbell Brown, golfista statunitense (Economy, n. 1876 - Brookline, † 1951)
- Colin Montgomerie, golfista scozzese (Glasgow, n. 1963)

## Hockeisti su ghiaccio(1)
- Colin Carruthers, hockeista su ghiaccio britannico (Agincourt, n. 1890 - Kingston, † 1957)

## Illustratori(1)
- Colin Wilson, illustratore e fumettista neozelandese (Auckland, n. 1949)

## Imprenditori(2)
- Colin Kolles, imprenditore, dirigente d'azienda e dirigente sportivo rumeno (Timișoara, n. 1967)
- Colin Moynihan, imprenditore, dirigente sportivo e politico inglese (n. 1955)

## Ingegneri(2)
- Colin Archer, ingegnere navale norvegese (Larvik, n. 1832 - Larvik, † 1921)
- Colin Chapman, ingegnere, pilota automobilistico e imprenditore britannico (Richmond upon Thames, n. 1928 - Norwich, † 1982)

## Latinisti(1)
- Colin Hardie, latinista, italianista e grecista britannico (Edimburgo, n. 1906 - Chichester, † 1998)

## Matematici(1)
- Colin Maclaurin, matematico scozzese (Kilmodan, n. 1698 - Edimburgo, † 1746)

## Mercanti(1)
- Colin Campbell, mercante britannico (Edimburgo, n. 1686 - Göteborg, † 1757)

## Mercanti d'arte(1)
- Colin Morison, mercante d'arte scozzese (Deskfor, n. 1734 - Roma, † 1809)

## Militari(2)
- Colin Falkland Gray, militare e aviatore neozelandese (Nuova Zelanda, n. 1914 - Porirua, † 1995)
- Colin Mackenzie, militare britannico (Londra, n. 1806 - Edimburgo, † 1881)

## Musicisti(1)
- Colin Meloy, musicista statunitense (Helena, n. 1974)

## Numismatici(1)
- Colin M. Kraay, numismatico britannico (Hampstead, n. 1918 - Oxford, † 1982)

## Ostacolisti(1)
- Colin Jackson, ex ostacolista e velocista britannico (Cardiff, n. 1967)

## Pallanuotisti(1)
- Colin French, pallanuotista australiano (Melbourne, n. 1916 - Geelong, † 1984)

## Piloti automobilistici(2)
- Colin Braun, pilota automobilistico statunitense (Ovalo, n. 1988)
- Colin Davis, pilota automobilistico britannico (Londra, n. 1932 - Città del Capo, † 2012)

## Piloti di rally(1)
- Colin McRae, pilota di rally britannico (Lanark, n. 1968 - Lanark, † 2007)

## Piloti motociclistici(2)
- Colin Edwards, pilota motociclistico statunitense (LuogoNascitaLink = Conroe, n. 1974)
- Colin Seeley, pilota motociclistico britannico (Crayford, n. 1936 - † 2020)

## Polistrumentisti(1)
- Colin Greenwood, polistrumentista inglese (Oxford, n. 1969)

## Politici(3)
- Colin Allred, politico e ex giocatore di football americano statunitense (Dallas, n. 1983)
- Colin Campbell, VI conte di Argyll, politico scozzese († 1584)
- Colin Jordan, politico inglese (Birmingham, n. 1923 - Pateley Bridge, † 2009)

## Politologi(1)
- Colin Hay, politologo britannico (n. 1968)

## Predicatori(1)
- Colin Urquhart, predicatore inglese (Twickenham, n. 1940 - † 2021)

## Produttori cinematografici(1)
- Colin Wilson, produttore cinematografico statunitense (Atlanta, n. 1961)

## Produttori discografici(2)
- Colin Richardson, produttore discografico britannico
- Colin Thurston, produttore discografico britannico (Singapore, n. 1947 - Londra, † 2007)

## Registi(6)
- Colin Campbell, regista, sceneggiatore e attore scozzese (Scozia, n. 1859 - Hollywood, † 1928)
- Colin Higgins, regista, sceneggiatore e attore australiano (Numea, n. 1941 - Beverly Hills, † 1988)
- Colin Minihan, regista e produttore cinematografico canadese (Port McNeill, n. 1985)
- Colin Nutley, regista inglese (Gosport, n. 1944)
- Colin Tilley, regista statunitense (Berkeley, n. 1988)
- Colin Trevorrow, regista, sceneggiatore e produttore cinematografico statunitense (Oakland, n. 1976)

## Rugbisti a 15(6)
- Colin Charvis, ex rugbista a 15 gallese (Sutton Coldfield, n. 1972)
- Colin Deans, ex rugbista a 15 britannico (Hawick, n. 1955)
- Colin Meads, rugbista a 15, allenatore di rugby a 15 e dirigente sportivo neozelandese (Cambridge, n. 1936 - Te Kuiti, † 2017)
- Dewi Morris, ex rugbista a 15, giornalista e imprenditore britannico (Crickhowell, Galles, n. 1964)
- Colin Slade, rugbista a 15 neozelandese (Christchurch, n. 1987)
- Colin Yukes, rugbista a 15 canadese (Edmonton, n. 1979)

## Sassofonisti(1)
- Colin Stetson, sassofonista statunitense (Ann Arbor, n. 1975)

## Scacchisti(1)
- Colin McNab, scacchista scozzese (Dundee, n. 1961)

## Scenografi(1)
- Colin Gibson, scenografo australiano (n. 1948)

## Sciatori alpini(1)
- Colin Bakker, ex sciatore alpino canadese (n. 1977)

## Sciatori freestyle(1)
- Colin Wili, sciatore freestyle svizzero (n. 1998)

## Scrittori(5)
- Colin Cotterill, scrittore e fumettista britannico (Londra, n. 1952)
- Colin Dann, scrittore inglese (Richmond, n. 1943)
- Colin Larkin, scrittore e imprenditore britannico (Dagenham, n. 1949)
- Colin MacInnes, scrittore e giornalista britannico (Londra, n. 1914 - Kent, † 1976)
- Colin Wilson, scrittore britannico (Leicester, n. 1931 - Cornovaglia, † 2013)

## Scrittori di fantascienza(1)
- Colin Kapp, scrittore di fantascienza britannico (n. 1928 - † 2007)

## Skater(1)
- Colin McKay, skater canadese (Saskatchewan, n. 1975)

## Slittinisti(1)
- Colin Nelson, ex slittinista e ex bobbista canadese (Montréal, n. 1942)

## Sociologi(1)
- Colin Crouch, sociologo e politologo britannico (Isleworth, n. 1944)

## Storici(2)
- Nicholas Mann, storico inglese (Salisbury, n. 1942)
- Colin Wells, storico e archeologo britannico (West Bridgford, n. 1933 - Bangor, † 2010)

## Tennisti(4)
- Colin Dibley, ex tennista australiano (Sydney, n. 1944)
- Colin Dowdeswell, ex tennista britannico (Londra, n. 1955)
- Colin Fleming, ex tennista britannico (Broxburn, n. 1984)
- Colin Long, tennista e telecronista sportivo australiano (Melbourne, n. 1918 - Melbourne, † 2009)

## Trovatori(1)
- Colin Muset, trovatore francese

## Velocisti(1)
- Colin Campbell, ex velocista e ex bobbista britannico (n. 1946)

## Wrestler(1)
- Colin Delaney, wrestler statunitense (Rochester, n. 1986)

## Youtuber(1)
- Colin Furze, youtuber, stuntman e inventore inglese (Stamford, n. 1979)

## Zoologi(1)
- Colin Campbell Sanborn, zoologo statunitense (n. 1897 - † 1962)